# Advanced Mobile Location
L’Advanced Mobile Location (AML) è una tecnica di localizzazione del chiamante in caso di emergenza.
È stato sviluppato nel Regno Unito da British Telecom, EE Limited e HTC come soluzione al problema
di individuare la posizione del chiamante in caso di emergenza.
Quando una persona in difficoltà chiama i servizi di emergenza con uno smartphone in cui AML è abilitato,
il telefono attiva automaticamente il proprio servizio di localizzazione per stabilire la sua posizione
e invia queste informazioni ai servizi di emergenza tramite un SMS.
I servizi utilizzano sia il GPS che il Wi-Fi per calcolare la posizione esatta del telefono. Inoltre dal 2021 i dispositivi in commercio nell'Unione europea dovranno supportare anche il sistema Galileo.
Google ha annunciato nel luglio 2016 che tutti i telefoni Android avrebbero supportato l'AML dalla versione Gingerbread in avanti. Apple ha invece introdotto il supporto all'AML sui propri dispositivi mobili con iOS 11.3.
Al 2019 l'AML è implementato nei seguenti paesi: Austria, Belgio, Emirati Arabi Uniti, Estonia, Finlandia, Irlanda, Islanda, Lituania, Messico, Moldavia, Norvegia, Nuova Zelanda, Paesi Bassi, Regno Unito, Slovenia e Stati Uniti.
In Italia sono disponibili alcune app come "FlagMii" e "112 Where Are U", che forniscono servizi di localizzazione in maniera analoga all'AML.
Nel Gennaio 2022 il sistema AML è stato implementato dal servizio 118 Emilia Romagna.
Anche la Regione Toscana con il servizio NUE 112 e la centrale gemella NUE 112 per le regioni Marche e Umbria dal 2022 implementano, nei loro sistemi, la localizzazione automatica AML. Dopo qualche secondo sullo schermo dell'operatore tecnico comparirà, se la tecnologia telefonica del chiamante lo permette, una posizione, questa potrebbe essere più o meno precisa a seconda del tipo di tecnologia usata per trasmettere il dato (wifi, GPS, GNSS, ecc).